# Сирмапоси (Шинерпосинское сельское поселение)
Сирмапо́си (чув. Çырмапуç) — деревня в Чебоксарском районе Чувашской Республики, входит в состав Шинерпосинского сельского поселения.

## География
Расстояние до столицы республики, города Чебоксары, составляет 24 км, до районного центра, посёлка Кугеси, — 12 км, до железнодорожной станции — 24 км. Деревня расположена рядом с автодорогой Чебоксары — Мариинский Посад. 
Часовой пояс
Деревня Сирмапоси, как и вся Чувашская Республика, находится в часовой зоне МСК (московское время). Смещение применяемого времени относительно UTC составляет +3:00.
Административно-территориальная принадлежность
В составе: Алымкасинской волости Чебоксарского уезда (до 1 октября 1927 года), Чебоксарского района:234. 

Сельские советы: Чигирский (с 1 октября 1927 года), Хыркасинский (с 14 июня 1954 года), Акулевский (с 6 июня 1960 года), Хыркасинский (с 5 января 1967 года):234. С декабря 1991 года — в Хыркасинской сельской администрации, с 1 января 2006 года деревня в составе Шинерпосинского сельского поселения. 

## История
Деревня появилась в XIX — начале XX века как выселок деревни Четокова (ныне не существует). По другим данным деревню основал в 1750-х годах выходец из деревни Тоскинеево (ныне в черте города Новочебоксарск) Моська. 

Жители — до 1866 года государственные крестьяне; занимались земледелием, животноводством, лозоплетением, кулеткачеством, шерстеваляльным производством, изготовлением бондарных изделий, обозо-санным ремеслом. В 1930 году образован колхоз «Трудовик». В 1951 году деревня включена в колхоз «Правда» (центр — деревня Большой Чигирь), в 1963 году — в колхоз «Герой» (центр — деревня Хыркасы). 

По состоянию на 1 мая 1981 года населённые пункты Хыркасинского сельского совета (в том числе деревня Сирмапоси) — в составе колхоза «Герой»:106.

## Название
- В переводе с чувашского «Верховье ручья»[8].
- От чув. ҫырма «овраг», пуҫ/пуҫӗ «начало, голова»[9] («Начало оврага»)[4].

Прежние названия
Сирма-пось (1897), Чигири Малые (Сирма-пось) (1907), Моськина (1918), Малый Чигирь (1918—1940), Çырмапуç Чӑкӑр, Пӗчӗк Чӑкӑр.

## Население
| 2010 | 2012 |
| ---- | ---- |
| 78   | ↗89  |

Согласно переписи населения 1897 года в деревне Сирма-пось Алым касинской волости Чебоксарского уезда проживал 131 человек, чуваши.

В 1907 году население деревни Чигири Малые (Сирма-пось) Алым-Касинской волости Чебоксарского уезда составляло 156 человек, чуваши.

По данным Всероссийской переписи населения 2002 года в деревне Сирмапоси Хыркасинского сельского совета проживали 75 человек, преобладающая национальность — чуваши (96%).

## Инфраструктура
Функционирует ЗАО «Агрофирма «Ольдеевская»  (по состоянию на 2010 год).

## Уроженцы
- Казанков Юрий Калентьевич (род. 1941, Сирмапоси, Чебоксарский район) — агроном, кандидат сельскохозяйственных наук (1971), автор свыше 300 научных работ по вопросам земледелия и растениеводства, в том числе 5 монографий. Награждён орденом «Знак Почёта»[14][15].
- Савельева (девичья фамилия Назарова) Елена Степановна (род. 1946, Сирмапоси, Чебоксарский район) — спортсменка, мастер спорта СССР по велосипедному спорту (1967), мастер спорта России по полиатлону (2002), Чемпионка Чувашии, России (1991—1999), СССР (1991) и мира (1994, 1996, 1998) в командном зачёте, призёр чемпионатов мира в личном зачёте (1993, 1995) по зимнему полиатлону среди ветеранов спорта[16][4].